# Rajd Costa Smeralda 1988
Rajd Costa Smeralda 1988 (11. Rally Costa Smeralda) – 11 edycja rajdu samochodowego Rajd Costa Smeralda rozgrywanego we Włoszech. Rozgrywany był od 20 do 22 kwietnia 1988 roku. Była to dziewiąta runda Rajdowych Mistrzostw Europy w roku 1988 (rajd miał najwyższy współczynnik - 20) oraz piąta runda Rajdowych Mistrzostw Włoch.

## Klasyfikacja rajdu
| Miejsce                      | Kierowca                     | Pilot                        | Samochód                     | Czas                         | Strata                       |                              |
| Klasyfikacja generalna i ERC | Klasyfikacja generalna i ERC | Klasyfikacja generalna i ERC | Klasyfikacja generalna i ERC | Klasyfikacja generalna i ERC | Klasyfikacja generalna i ERC | Klasyfikacja generalna i ERC |
| ---------------------------- | ---------------------------- | ---------------------------- | ---------------------------- | ---------------------------- | ---------------------------- | ---------------------------- |
| 1.                           | Markku Alén                  | Ilkka Kivimäki               | Lancia Delta Integrale       | 4:24:46                      | 0.0                          |                              |
| 2.                           | Dario Cerrato                | Giuseppe Cerri               | Lancia Delta HF 4WD          | 4:30:27                      | +5:41                        |                              |
| 3.                           | Fabrizio Tabaton             | Luciano Tedeschini           | Lancia Delta HF 4WD          | 4:33:55                      | +9:09                        |                              |
| 4.                           | Paolo Alessandrini           | Alessandro Alessandrini      | Lancia Delta HF 4WD          | 4:36:44                      | +11:58                       |                              |
| 5.                           | Michele Rayneri              | Aldo Cigala                  | Audi Coupé Quattro           | 4:37:38                      | +12:52                       |                              |
| 6.                           | Jimmy McRae                  | Rob Arthur                   | Ford Sierra RS Cosworth      | 4:41:02                      | +16:16                       |                              |
| 7.                           | Fabio Arletti                | Leonardo Julli               | Lancia Delta HF 4WD          | 4:44:26                      | +19:40                       |                              |
| 8.                           | Paola De Martini             | Umberta Gibellini            | Audi 90 Quattro              | 4:46:16                      | +21:30                       |                              |
| 9.                           | Piergiorgio Deila            | Luisa Zumelli                | Lancia Delta HF 4WD          | 4:47:49                      | +23:03                       |                              |
| 10.                          | Andrea Aghini                | Sauro Farnocchia             | Peugeot 205 GTI              | 4:49:25                      | +24:39                       |                              |